# Nomada confusa
Nomada confusa là một loài Hymenoptera trong họ Apidae. Loài này được Schwarz & Gusenleitner mô tả khoa học năm 2004.